# Markawang
Markawang (nep. मर्कावाङ) – gaun wikas samiti w zachodniej części Nepalu w strefie Rapti w dystrykcie Pyuthan. Według nepalskiego spisu powszechnego z 2001 roku liczył on 508 gospodarstw domowych i 2911 mieszkańców (1615 kobiet i 1296 mężczyzn).